# Rosemary Lowe-McConnell
Rosemary Helen Lowe-McConnell (* 24. Juni 1921 in Liverpool, England; † 22. Dezember 2014 in Ditchling, England) war eine britische Limnologin und Ökologin. Sie arbeitete in den tropischen Gewässern Afrikas und Südamerikas und war eine Pionierin in der Erforschung der Ökologie tropischer Fische. Sie galt als die erste Person in Afrika, die einen Schnorchel benutzte.

## Leben und Werk
Lowe-McConnell war die Tochter von Harold Newton Lowe, Rechtsanwalt und später stellvertretender Bildungsdirektor für Liverpool, und seiner Frau Mary Birditt. Sie besuchte zu Beginn des Zweiten Weltkriegs die Howells School in Denbigh und studierte dann von 1939 bis 1942 Botanik und Zoologie an der University of Liverpool. Sie erwarb dort einen Bachelor of Science, einen Master of Science und promovierte. Während ihres Studiums besuchte sie den Osterkurs der Freshwater Biological Association (FBA) in Wray Castle sowie den der Marine Biological Station in Port Erin auf der Isle of Man. Nach ihrem Abschluss im Jahr 1942 wurde sie wieder an die FBA eingeladen, um die Aalwanderung im Rahmen eines Projekts zu untersuchen.

## Forschung in Afrika
Der Ökologe und Direktor des FBA E. Barton Worthington unterstützte ihren Antrag beim Colonial Office, Forschungen über den Malawisee durchzuführen. 1945 reiste sie allein mit dem Schiff nach Südafrika, dann mit dem Zug nach Südrhodesien und weiter auf der Straße nach Nyasaland. Sie sollte eine Untersuchung der Fischerei am drittgrößten See Afrikas durchführen und dessen Tilapia und andere Fischarten untersuchen. Sie lebte in der Nähe eines Dorfes am südlichen Ende des Sees, in dem einige Europäer lebten. Sie beprobte achtzehn Monate lang die Fische in vielen Teilen des Sees und wurde so zu einer Pionierin in der Erforschung tropischer Fische, hauptsächlich Buntbarsche, insbesondere Tilapia.
Im April 1947 verließ sie Nyasaland und reiste über Ostafrika, um die East African Fisheries Research Organization (EAFRO) in Jinja am Nordufer des Viktoriasees zu besuchen. Sie flog nach Nairobi, traf die Familie Worthington wieder und fuhr dann mit dem Zug nach Kisumu am Viktoriasee, von wo aus sie Robert Beauchamp, der damalige Direktor von EAFRO, nach Jinja fuhr. Dort wurde ihr eine Arbeitsstelle angeboten. Sie setzte ihre Reise nach Hause fort, zunächst mit dem Zug und dann den Nil hinunter nach Kairo. Von Port Said aus reiste sie auf einem aus Indien zurückkehrenden Truppenschiff nach Großbritannien. Im November 1948 kehrte sie zur EAFRO zurück und untersuchte Fische in Seen in ganz Uganda und mehreren kleineren Seen, in denen Tilapia gehalten wurde. Dort lernte sie erstmals eine Reihe anderer berühmter Fischbiologen kennen, darunter Peter Humphry Greenwood.
Während ihres Aufenthalts in Uganda traf sie Richard Bradford McConnell, einen Geologen im Kolonialdienst, den sie am 31. Dezember 1953 in Jinja heiratete. Als verheiratete Frau konnte sie nicht mehr bei dem britischen Overseas Research Service angestellt werden, forschte jedoch fast ihr weiteres Leben lang unbezahlt weiter.
Zunächst zogen sie und ihr Mann nach Großbritannien, bevor sie nach Kapstadt segelten und nach Betschuanaland reisten, wo ihr Ehemann eine neue Arbeitsstelle bekam und sie sich intensiver mit Fischforschung beschäftigte. 1957 zog sie mit ihrem Mann nach Britisch-Guayana und übernahm den Posten einer ehrenamtlichen Fischereibeamtin. Sie erhielt eine jährliche Vergütung von einem Guayana-Dollar und studierte sowohl Süßwasser- als auch Meeresfische. Dabei gewann sie wichtige Einblicke in die vergleichende Ökologie von Süßwassergewässern in Afrika und Südamerika.

## Untersuchungen in Südamerika und Projektarbeiten
Ihr Ehemann ging 1962 in den Ruhestand und sie kehrte mit ihm nach Großbritannien zurück. Sie lebten in Streat in Sussex und sie war viele Jahre lang Mitarbeiterin am British Museum. Sie setzte auch ihre freiberufliche Forschung fort und kehrte nach Afrika und Südamerika sowie zu Projekten im tropischen Asien und Australien zurück. 1968 arbeitete sie auf Einladung der brasilianischen Regierung auf der Roncador-Expedition mit Wissenschaftlern aus Großbritannien. Im Bundesstaat Mato Grosso arbeitete sie in den Flüssen Rio Suiá-miçu, Rio Xingu und Rio das Mortes im Rio-Araguaia-Becken. Sie führte die erste Untersuchung der Fische durch, die in den Amazonasgewässern der Rupunini-Flussebene leben.
Sie beteiligte sich nicht nur an Auslandsprojekten und nahm an internationalen Konferenzen auf der ganzen Welt teil, sondern wurde auch in zahlreiche Gremien bestimmter Projekte aufgenommen, darunter in die Süßwasserabteilung des International Biological Program, deren Hauptsitz sich in London befand und dessen wissenschaftlicher Direktor Worthington war. Sie war an deren Handbook of Freshwater Fish Production beteiligt und schrieb im Laufe der Jahre drei Bücher und zweiundachtzig wissenschaftliche Arbeiten. Im Alter von neunzig Jahren schrieb sie weiterhin Rezensionen zu Büchern über Fische.
Sie wurde 1967 Vizepräsidentin der Linnaean Society of London und war ab 1969 die erste Herausgeberin des Biological Journal of the Linnean Society. Sie war Ehrenmitglied der Freshwater Biological Association und Mitglied der Association for tropical Biology.
Ihr Ehemann starb 1986 und sie arbeitete und schrieb weiterhin in Streat und reiste zu Konferenzen, bis sie in das Seniorendorf St. George’s Park in der Nähe von Ditchling zog, wo sie am 22. Dezember 2014 starb. Sowohl sie als auch ihr Mann wurden auf dem Kirchhof von Streat beigesetzt.
In ihren insgesamt über 80 wissenschaftlichen Arbeiten beschäftigte sie sich mit der Frage, wie und warum sich Fischarten im Laufe der Zeit als Reaktion auf das Klima, Überfischung und die Freisetzung nicht heimischer Arten verändern. Sie entdeckte sechs neue Arten und ihre Beobachtungen lieferten wichtige Daten über Fische für die Ökologiebewegung. Eine wichtige Erkenntnis, die seitdem an Reptilien und Amphibien getestet wurde, war, dass Fische in den Tropen sich auf vielfältige Weise vermehren können.
Zwei neue Arten, ein Wels, Bathyclarias loweae, und eine Eintagsfliege, Afroptilum loweae, sowie der Buntbarsch Crenicichla rosemariae wurden nach ihr benannt.

## Ehrungen (Auswahl)
- 1967: Fellow der Linnean Society of London
- 1997: Linnean Medal of Zoology
- 1995: Naumann-Thienemann-Medaille der International Society of Limnology
- 2000: Beverton-Medaille der Fisheries Society of the British Isles[3]

## Veröffentlichungen (Auswahl)
- Factors influencing the runs of elvers in the River Bann, Northern Ireland. J. Cons. Int. Explor. Mer 17, 1951, S. 299–315.
- The influence of light and other factors on the seaward migration of the silver eel (Anguilla anguilla L.). J. Anim. Ecol. 21, 1951, S. 275–309.
- Report on theTilapia and other fish and fisheries of Lake Nyasa, 1945–1947. Fishery Publ. Colon. Off. 1 (2), 1952, S. 1–126.
- Threats to, and conservation of, tropical freshwater fishes. Mitt. internat. Verein. Limnol. 24, 1993, S. 1–6.
- OBITUARY: Hans Lissmann. 15. Juni 1995 (englisch).
- The Tilapia Trail: The Life Story of a Fish Biologist. MPM-Publishing, 2006, ISBN 978-0-9545596-4-9.